# Котелнич
Котелнич (на руски: Котельнич) е град в Русия, административен център на Котелнички район, Кировска област. Населението на града към 1 януари 2018 е 23 682 души.